# Nico Schlotterbeck
Nico Cedric Schlotterbeck (n. 1 decembrie 1999, Waiblingen, Baden-Württemberg, Germania) este un fotbalist german care joacă pe postul de fundaș central la Borussia Dortmund din Bundesliga și la echipa națională a Germaniei.

## Cariera pe echipe

### SC Freiburg
Schlotterbeck a debutat pentru SC Freiburg pe 9 martie 2019, intrând la pauză în locul lui Philipp Lienhart, în victoria cu 2-1 pe teren propriu împotriva lui Hertha BSC. În ultimul său meci pentru Freiburg, clubul a pierdut finala DFB-Pokal la penalty-uri, dar Schlotterbeck a fost premiat ca omul meciului.

#### Împrumut la Union Berlin
La 31 iulie 2020, Schlotterbeck s-a alăturat lui Union Berlin cu un împrumut pe un an.

### Borussia Dortmund
Pe 2 mai 2022, Borussia Dortmund a anunțat semnarea lui Schlotterbeck cu un contract pe cinci ani, începând cu sezonul 2022-2023. S-a alăturat pentru o sumă de transfer de 25 de milioane de euro.

## Cariera la națională
Schlotterbeck a primit primul apel la echipa națională a Germaniei sub conducerea antrenorului Hansi Flick pentru calificarea la Cupa Mondială în septembrie 2021. Și-a făcut debutul împotriva Israelului într-un amical pe 27 martie 2022.

## Titluri
SC Freiburg
- Vice-campion DFB-Pokal: 2021–22[11]

Germania Sub-21
- Campionatul European UEFA Sub-21: 2021[12]

Individual
- Echipa turneului din Campionatul European Sub-21 de ani UEFA: 2021[13]
- Echipa sezonului din Bundesliga: 2021–22,[14] 2022–23[15]
- Kicker Echipa sezonului din Bundesliga: 2021–22[16]